# Ústavodárné Národní shromáždění republiky Československé
Ústavodárné Národní shromáždění republiky Československé byl jednokomorový zákonodárný sbor ČSR existující od června 1946 do 30. května 1948. Vznikl na základě posledních demokratických voleb a jeho hlavním cílem bylo přijetí nové československé ústavy (funkční období měl stanoveno do doby, než se sejde parlament zvolený podle této ústavy; nejdéle však dva roky). Tuto roli splnil a kromě toho přijal přes 220 dalších zákonů.

## Složení Ústavodárného Národního shromáždění
Shromáždění mělo celkem 300 poslanců, z toho bylo komunistů 114 (93 KSČ a 21 KSS), národních socialistů 55, lidovců 46, sociálních demokratů 37, za Demokratickou stranu zasedalo 43 poslanců, za Stranu slobody tři a za Stranu práce dva poslanci.
Předsedy Ústavodárného Národního shromáždění byli:
- (1946) Antonín Zápotocký
- (1946–1948) Josef David

## Přijetí nové Ústavy
Přijetí Ústavy Československé republiky proběhlo až po Únoru 1948, na 114. schůzi 9. května 1948 ve Vladislavském sále Pražského hradu. Podle stenoprotokolů pro hlasovalo všech 246 přítomných poslanců. Zbylých 54 poslanců se zasedání nezúčastnilo.